# Noobing

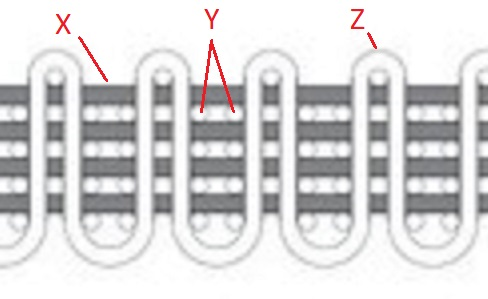
Schéma struktury noobingu

Noobing je technologie výroby trojdimenzionálních textilií. Noobingová textilie sestává ze tří systémů nití kladených kolmo na sebe bez vzájemného zasmyčkování (non-interlacing).

## Způsob výroby noobingové textilie
(viz nákres vpravo)
Na zařízení podobné konstrukce jako tkací stroj prochází několik řádků osnovních nití nad sebou (směr X). Při každé otáčce stroje se do mezery mezi řadami osnovních nití prohazuje společně patřičný počet útkových nití (směr Y) a mezi osnovní nitě se zatahují kolmo k osnovám (ve směru Z ) vazné niti vedené nitěnkami brdových listů. Paprsek přiráží obě soustavy nití k hotové „tkanině“.
Noobingové textilie se dají vyrábět v několika variantách z nejrůznějších přízí, např. z uhlíkového multifilamentu 800 tex (12000 jednotlivých vláken) v sestavě: osnova (X) = 16 nití/cm, 2 řádky/cm - útek (Y) = 16 nití/cm, 2 sloupce/cm – vazné niti (Z) = 16 nití/cm, 8 vrstev/cm.
V odborné literatuře se ke kolmoosým často přidává skupina tzv. multiaxiálních noobingů, které obsahují navíc jednu nebo dvě vrstvy nití ložených šikmo.

## Vlastnosti
Noobingové textilie mají vyšší Youngův modul než ostatní 3D textilie (průměrně o 3 %), při nárazech proto absorbují vysoké množství energie a jsou vhodné k výrobě prepregů pro zpevněné kompozitů, obzvlášť na ochranné oděvy (neprůstřelná vesta). V porovnání s jinými textiliemi jsou vysoce komplexní, produktivita jejich výroby s dosud známými zařízeními je poměrně nízká. 

## Původ
Vývojem ortogonálních 3D textilií se zabývají zejména oborníci ve Švédsku a v Japonsku asi od začátku 70. let 20. století.
Původ výrazu noobing není známý. V angličtině je slovo noob vedle několika rozdílných významů definováno jako něco nového, nevyzkoušeného. Jako označení pro druh textilní technologie byl noobing uznán v odborném světě v posledních letech 20. století.